# Фонд Эдуарда Рейна
Фонд Эдуарда Рейна (нем. Eduard-Rhein-Stiftung) — частный немецкий фонд, специализирующийся на поддержке научных исследований и образования, культуры и искусства в стране и за рубежом. Учрежден в Гамбурге в 1976 году. Основателем фонда был Эдуард Рейн — издатель журнала о радио и телевидении, изобретатель в области звукозаписи  .

## Награды
Фонд вручает ряд наград, среди которых:
- Премия за фундаментальные исследования. Гонорар 25 тысяч евро.
- Технологическая премия. Гонорар 30 тысяч евро.
- Культурная премия. Гонорар 10 тысяч евро.
- Кольцо Почёта Эдуарда Рейна — золотое кольцо с лунным камнем, обладателями которого одновременно являются лишь 10 человек.

Среди лауреатов Клод Шеннон, Владимир Котельников, Тим Бернерс-Ли, Ричард Хэмминг, Эндрю Витерби, Пол Лотербур, Конрад Цузе   .

## Кольцо Почёта
Награжденные Кольцом Почёта Эдуарда Рейна
- 1980 – Зворыкин, Владимир Козьмич
- 1981 – Вальтер Брух
- 1982 – Грундиг, Макс
- 1983 – Karl Holzamer
- 1984 – Караян, Герберт фон
- 1985 – Hugh Greene
- 1986 – Ибука, Масару
- 1987 – Werner Höfer
- 1988 – Долби, Рэй
- 1992 – Хелл, Рудольф
- 1994 – Бернадот, Леннарт
- 1998 – Heinz Zemanek
- 2000 – Пирер, Хайнрих фон
- 2001 – Ernst-Ludwig Winnacker
- 2002 – Hans-Jürgen Warnecke
- 2004 – Hubert Markl
- 2007 – Терешкова, Валентина Владимировна
- 2008 – Herbert Mataré[6]
- 2012 – Michael Sohlman
- 2015 – Wolfgang Heckl

## Премии
Список награжденных по годам:

### Технологическая премия
- 1979 – Nobutoshi Kihara[англ.]; Yuma Shiraishi; Johannes H. Wessels
- 1980 – B. Wendland, G. Broussard, K. Compaan, Jon K. Clemens, G. Dickopp, Eugene O. Keizer, Piet Kramer; Horst Redlich
- 1981 – Günter Joschko, Werner Scholz; Minoru Morio, Shigeyuki Ochi; Katsuo Mori, Masahuru Kubo; Lodewijk F. Ottens, Toshitada Doi[англ.]; Dalton D. Pritchard[англ.]
- 1982 – Max Aigner, Siegfried Dinsel[нем.], Herbert Hopf, Rudolf Kaiser; Hans-Jürgen Kluth; Hiroki Sato
- 1983 – Ljubumir Micic; Etsuro Saito; Horst Redlich
- 1984 – A. Schauer, E. Geffcken, D. Littwin, W. Veith, K. Weingang, R. Wengert; Robert Suhrmann, Eckart Pech
- 1985 – Вальтер Брух; Thomas S. Robson; Takashi Okada, Masayuki Hongo; Shinji Morozumi; Eckard Krüger, A. Heller, U. Kraus; F. Schröder, F. Stollenwerk
- 1986 – K. Beckmann, D. Krahé; Wolf-Peter Buchwald; Stanley C. Fralick, Andrew Tescher; Otto Klank, Heinz Röbel, Peter Treytl; Kenzo Agakiri,  Kenji Nakano; Charles Schepers
- 1987 – Robert R. Bathelt; Richard R. Taylor; Robert Suhrmann; Yasuro Hori, Kentaro Hanma; Rudolf Vollmer
- 1988 – Peter Brody[англ.]; D. E. Castleberry, William W. Piper; Shigeo Mikoshiba, Shinichi Shinada
- 1989 – Akira Hirota; Rainer Lüder, Gerhard Weil
- 1990 – Isamu Washizuka, Kozo Yano, Hiroshi Take
- 1991 – B. Strebel et al.
- 1992 – Scott A. Brownstein, Stephen S. Stepnes; Abraham Hoogendoorn et al.
- 1993 – Masao Tomioka, Shuhei Yasuda
- 1994 – Хофф, Тед
- 1995 – Larry Hornbeck
- 1996 – Jürgen Dethloff, Roland Moreno
- 1997 – Thomas Haug, Heikki Huttunen, Jan Uddenfeldt
- 1998 – Бернерс-Ли, Тим
- 1999 – Leonardo Chiariglione; Fabio Rocca
- 2000 – Norman Abramson
- 2001 – José Luís Encarnação
- 2002 – Вирт, Никлаус
- 2003 – Лотербур, Пол
- 2004 – Шрёдер, Манфред
- 2005 – Hisashi Kobayashi, François Dolivo, Evangelos S. Eleftheriou
- 2006 – Ulrich Reimers
- 2007 – Gerhard Sessler
- 2008 – Siegfried Dais, Uwe Kiencke
- 2009 – Martin Schadt
- 2010 – Jens-Rainer Ohm, Thomas Wiegand
- 2011 – Wolfgang Hilberg
- 2012 – Bradford Parkinson
- 2013 – Дэн Цинъюнь
- 2014 – Имминк, Кеес Схаухамер[7]
- 2015 – Karlheinz Brandenburg, Bernhard Grill, Jürgen Herre
- 2016 – Blake S. Wilson; Erwin Hochmair, Ingeborg Hochmair-Desoyer

### Культурная премия
- 1983 – Ulrich Kienzle[англ.]; Marlene Linke
- 1984 – Klaus Juhnke, F. Müller, H. von Barnekow; Gernot Friedel[нем.], Martin Gregor-Dellin[нем.]; ARD-Team Warschau; Heiner Giersberg[нем.], W. Trapp
- 1985 – Eberhard Fechner[нем.]; Christoph Maria Fröhder[нем.]; Peter Hajek[нем.]; Roland Schraut, Joachim Meßner; Werner Klett
- 1986 – Georg Stefan Troller[нем.]; Hans Peter Stadler; Volker Arzt[нем.]; Hans-Dieter Grabe[нем.]; Ray Müller
- 1987 – Hans-Dieter Grabe[нем.]; Anke Ritter; Irene Disch
- 1988 – Peter Leippe; Michael Schmomers, Peter Kleinert[нем.]; Ch. Berg, Michael Geyer[нем.], Jürgen Koch
- 1989 – Gabriel Heim[нем.]; Heike Mundzeck, Rolf Pflücke
- 1991 – Bernard Shaw[англ.]
- 1993 – Ernst Waldemar Bauer[нем.], Gero von Boehm[англ.]
- 1995 – Heinz Bethge[нем.], Anthony Michaelis[нем.]
- 1996 – Sonja Bernadotte
- 1997 – John Maddox (шеф-редактор Nature)
- 1999 – Фест, Иоахим
- 2000 – Ranga Yogeshwar
- 2001 – Gerold Lingnau
- 2002 – Armin Maiwald
- 2003 – Фишер, Эрнст Петер
- 2004 – Gerhard Vollmer
- 2005 – Редакция отдела науки газеты Die Zeit (редактор Andreas Sentker)
- 2006 – Rolf Becker
- 2007 – Paul Dobrinski
- 2008 – Norbert Lossau
- 2009 – Klaus Rehfeld
- 2010 – Уэйлс, Джимми[8]
- 2011 – Томлинсон, Рэй
- 2012 – Dov Moran
- 2013 – Jugend forscht
- 2014 – Dava Sobel

### Премия за фундаментальные исследования
- 1990 – Manfred Börner[англ.]
- 1991 – Шеннон, Клод
- 1993 – Alfred Fettweis[нем.], Hans Wilhelm Schüßler[нем.]
- 1994 – Эндрю Витерби; Gottfried Ungerböck[нем.]
- 1995 – Цузе, Конрад
- 1996 – Хэмминг, Ричард Уэсли
- 1997 – Yasuharu Suematsu
- 1998 – Зив, Яаков
- 1999 – Котельников, Владимир Александрович
- 2000 – Добеши, Ингрид
- 2001 – Пейн, Дэвид Нил
- 2002 – Robert Gray Gallager
- 2003 – Paul J. Kühn
- 2006 – Stephen B. Weinstein

### Специальная премия
- 1987 – Hanns Joachim Friedrichs[англ.]
- 1988 – Hans Abich[англ.]
- 1988 – Международная почётная премия: директорат EUREKA (P. W. Bögels, G. Bolle, M. Hareng, R. W. Young)
- 1989 – Hans-Joachim Kulenkampff[англ.]